# Romania ai Giochi della XXII Olimpiade
La Romania partecipò ai Giochi della XXII Olimpiade, svoltisi a Mosca, Unione Sovietica, dal 19 luglio al 3 agosto 1980, con una delegazione di 228 atleti impegnati in venti discipline.

## Medaglie
| Medaglia | Nome           | Sport      | Evento       |
| -------- | -------------- | ---------- | ------------ |
| Oro      | Nadia Comaneci | Ginnastica | Corpo libero |
| Oro      | Nadia Comaneci | Ginnastica | Trave        |

## Risultati

### Pallanuoto
| Atleta | Classifica |                    |
| --- | --- | ------------------ |
| V · D · M Nazionale maschile rumena di pallanuoto · Giochi olimpici - Mosca 1980 Spînu • Ungureanu • Costraș • Nastasiu • Popescu • Rusu • Slăvei • Răducanu • Rus • Schervan • Slăvei · CT : Anatol Grinţescu | 9° |                    |
| Nazionale maschile rumena di pallanuoto · Giochi olimpici - Mosca 1980 | |                    |
| Spînu • Ungureanu • Costraș • Nastasiu • Popescu • Rusu • Slăvei • Răducanu • Rus • Schervan • Slăvei · CT: Anatol Grinţescu                                                                                   | Spînu • Ungureanu • Costraș • Nastasiu • Popescu • Rusu • Slăvei • Răducanu • Rus • Schervan • Slăvei · CT: Anatol Grinţescu | Romania (bandiera) |